# 아구아 둘체 전투
아구아 둘세 전투(Battle of Los Cuates de Agua Dulce)는 1836년 2월 2일 멕시코 공화국과 산타 안나의 독재정치에 반기를 든 일부 멕시코 주와 텍사스 사이에서 벌어진 전투이다. 1836년 2월 우레아 장군은 텍사스 해안을 따라 군단을 이동하고 있었다. 그들은 골리아드를 탈환할 목적이었다.

## 배경
1833년 안토니오 로페스 데 산타 안나 권력의 증가는 일부 멕시코 주에서 공개적인 반대를 일으키게 된다. 그런 주의 하나가 코아우일라 테하스 주였다. 현재 텍사스에 해당하는 부분은 주로 미국 남부에서 온 이민자들이 많이 정착하고 있었다. 산타 안나가 스스로를 독재자로 칭하면서, 1824년 멕시코 헌법을 폐지하고 중앙집권적인 정치를 감행하자, 텍사스 사람들은 봉기를 했다. 이에 샌안토니오, 골리아드 등 일부 멕시코의 요새 도시가 텍사스 반란군의 손에 넘어갔고, 산타 안나는 반란을 직접 진압하기로 결정했다. 그는 6,000명의 병사를 이끌고 멕시코 북부로 진군하여 최대한의 범위에서 부대를 나누었다.
멕시코군 선발 부대가 텍사스군인 제임스 그랜트와 로버트 모리스의 부대를 발견했을 때, 호세 데 우레아 장군은 멕시코 남동부 군대를 지휘하고 있었다. 그랜트와 약 50명의 텍사스 병사는 말을 사냥하던 중이었고, 수백 마리의 야생마를 붙잡아 샌파트리시오에 있는 아일랜드인 정착촌으로 옮겨가고 있었다. 우레아의 군대는 아구아 둘세 크릭에 있던 그들 텍사스군을 함정을 파고 기다렸다.

## 전투
약 40명의 소총 부대와 80명의 기마병으로 구성된 멕시코군은 공격을 감행하기 위하여 해가 뜨기를 기다렸다. 텍시언들은 패배하고, 그랜트, 모리스와 41명의 텍시언은 기습 공격으로 사망했다. 6명은 탈출에 성공하여 그랜트는 7마일(11 km)을 달아났다가 멕시코군 기병에게 잡혔다. 제임스 그랜트는 11명의 부하들과 함께 사살당했다.

## 같이 보기
- 골리아드 전투